# Chumaks

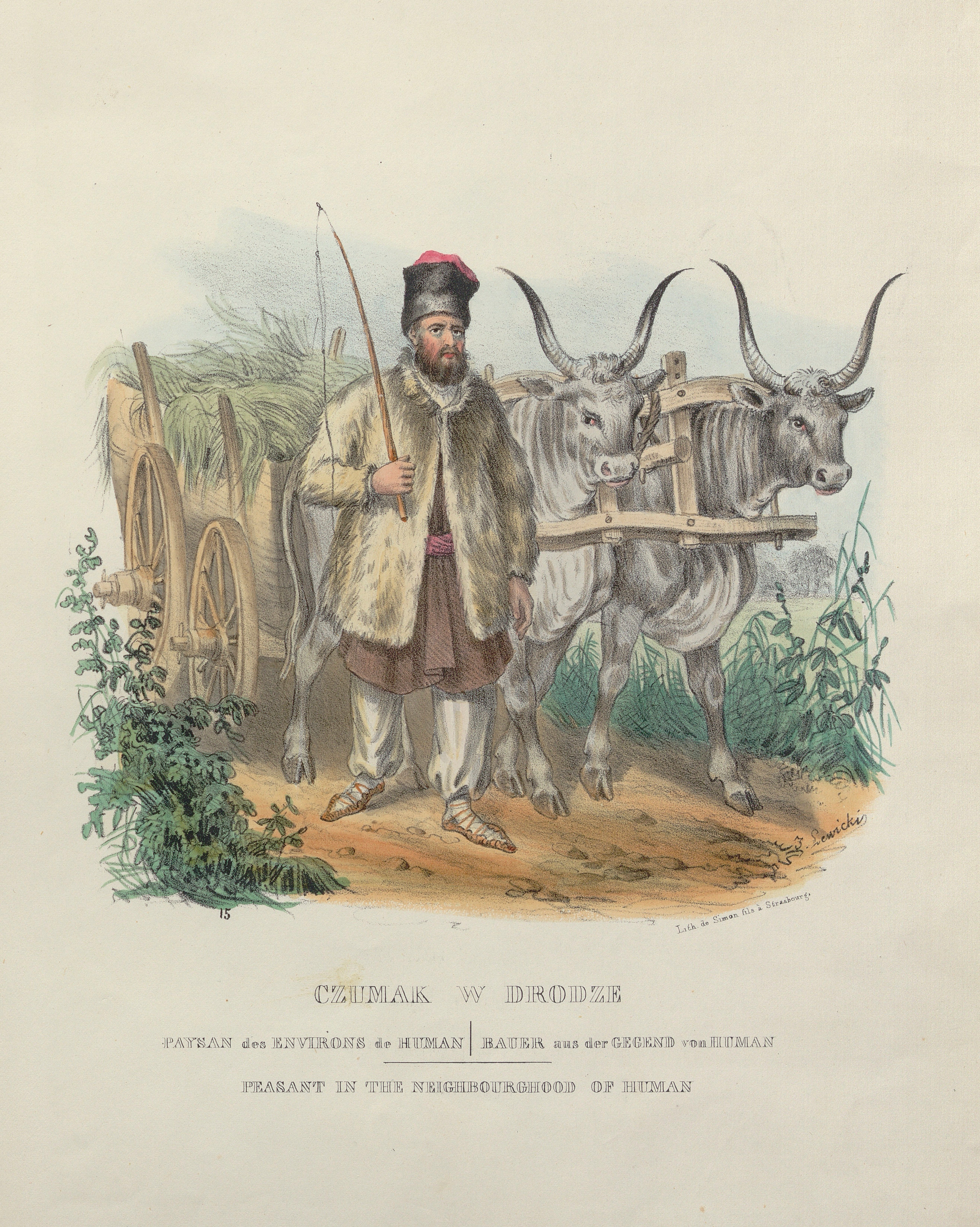

Chumak (En ucraniano, ‘’’chumaky’’’ o ‘’’chumaki’’’ como plural, pero también ‘’’chumaski’’’ o ‘’’chumatsky’’’).
Los chumak fueron grandes comerciantes y transportistas de mercancía muy valiosa, como era entonces, la sal; transportaban todo tipo de bienes, pero el transporte de pescado y la sal que traían de Crimea y el Mar Negro eran a lo que más se dedicaban. 
Se desarrolló prácticamente una subcultura formada por los chumak, se crearon fascinantes leyendas sobre ellos, música, arte, todo un folclore. Su propia estructura social y organización legal.

## Etimología
Se ha discutido profundamente el origen de la palabra “Chumak”. Reconocidos filólogos de la lengua eslava consideran varias teorías:
	*Que proviene de la palabra turca čomak que significa “Mazo de palo largo”, y sus derivados, “čomak uigur” (fuerte) o čumakdar (el que lleva la maza ).
	*Que proviene de ‘’’“cum”’’’, palabra turca que significa ‘’’“barril”’’’, teoría muy improbable.
	*Del antiguo eslavo ‘’’чума́’’’, que significa ‘’’“plaga”’’’, pues se les relacionó con la peste bubónica, ya que al transportar sal entre varias poblaciones, se creía que llevaban entre la sal esa enfermedad; ellos cubrían sus ropas con alquitrán para evitar contagiarse, y prevenir la transmisión a sus propios pueblos y familias. Se ha comprobado que no podrían haberla difundido.
	*La teoría con la que la mayoría de lingüistas está de acuerdo, es la de Gregory Halymonenko, que afirma que la palabra ‘’’“chumak”’’’ proviene del turco ‘’’“comaq”’’’, que significa ‘’’“Buceador”’’’, ‘’’“Que está inmerso en el agua”’’’. Se comprueba pues para extraer la sal y los pescados que comerciaban, debían sumergirse bajo las aguas del mar negro.
	*Una última dice que proviene de ‘’’“Tumaco”’’’, una persona de origen turco y ucraniano, sea padre turco y madre ucraniana o al contrario. Se debe a que sus vías de comercio conectaban el Kanato de Crimea con el Sich Cosaco en Ucrania, por lo que se pensaba que llevaban sangre de los Tártaros de Crimea y también de Cosacos.

## Historia
Se sabe que el dios Veles, o Volos, es representado por un toro, y es el patrono del comercio y del ganado dentro de la mitología eslava. Y estos mitos son por mucho anteriores a la existencia comprobable de los chumaky, lo que nos hace suponer que este oficio tiene realmente mucho más tiempo.
En Babilonia existe un dios llamado Baal, y Bel en Israel; la similitud entre los nombres, junto con otros aspectos culturales similares, han hecho sacar conjeturas a estudiosos etnólogos e historiadores, que los chumaky viajaban aún más lejos; probablemente hasta Egipto, pasando por Babilonia e Israel. 
Se han encontrado, en Ucrania, grandes cantidades de artefactos que se sabe con certeza provienen de Grecia, Roma o Egipto; y viceversa, en Jericó, arqueólogos egipcios han encontrado granos antiguos que solamente pueden provenir de Ucrania

### Historia Reciente
En 1170 el gran Príncipe de Kiev, Mstislav Iz’yaslavovych, cooperó con los chumaky para transportar sal desde Grecia, y defendió la ruta hacia el mar.
En 1352 se mencionan carretas de piel tiradas por bueyes de Besarabia.
Se vuelven a mencionar relacionados con los cosacos, en una de los primeros escritos que hablan de estos últimos en 1499, como ‘’’“comerciantes de pescado, que también se podía tener como militares”’’’.
Durante la etapa inicial de la historia, se habla de ellos como «comerciantes de sal, que llevaban de Crimea a Ucrania, desde las costas del Mar Negro y Azov hasta la región de Galicia, Donetsk y Nadvolzhya«», aunque también se encuentran textos en los que se cuenta que transportaban piezas de artesanía, madera, alquitrán, tabaco, vodka, y otros productos.
Para el transporte de mercancías utilizaban carros de madera llamados ‘’’Kinskiy viz´´´(Кінский віз). Se dice que uno de ellos podía llevar 60 toneladas de sal. 
Las caravanas eran de 100 o más carretas.
La amenaza constante de ataques de ladrones a lo largo de las rutas, los obligó a llevar armas, y a montar guardia nocturna, en cuadriláteros cerrados, fáciles de defender.
En una etapa más avanzada en la historia, se sabe que los chumaky eran acompañados por cosacos, que los defendían de los tártaros, y los acogían a vivir en sus asentamientos durante lo más cruel del invierno.
Las principales rutas tenían nombres como “la ruta negra”, o “la ruta de Constantinopla”, “el tanque Murawaski” o “la ruta de Kharkiv”. Conectaban Crimea con Zaporizhia, Galicia, Moldavia, incluso el Don, y más adelante Moscú. Eran expertos navegadores, y utilizaban la constelación conocida en español como “vía láctea”, como referencia para viajar hacia Crimea, por lo que en ucraniano (solamente en este idioma eslavo) se conoce la vía láctea como “la ruta de los chumaky”.
Utilizaban bueyes de Besarabia para halar sus carretas. Besarabia es una región al sur de Ucrania, actual Moldavia.
A finales del siglo XVIII y principios del XIX, los chumaks fueron el principal modo de transporte en la región del Dnipro, llevando productos como granos, piel, miel, cera, sal y pescado seco, hacia y desde Odessa y otros puertos en el Mar Negro y el Mar de Azov.
Entre 1830 y 1840 eran los responsables del transporte del 50-60% de la producción, con 2,5-4 millones de libras de sal, 600-900 mil toneladas de pescado, 60-80 millones de toneladas de carga diversa, 25-40 millones de toneladas de grano, al año. Entregaban desde los puertos hacia Moscú, otras ciudades grandes de Rusia, el Cáucaso del Norte, Bielorrusia, Polonia y Moldavia. 
A fines del siglo XIX su existencia comenzó a desaparecer, con la introducción del ferrocarril, los ex chumaks se convirtieron en taxistas u obreros.
La existencia de los chumaks en el pasado, se refleja en la vida cotidiana actual en Ucrania, en la cultura, en el vocabulario, el folclore (canciones sobre los Chumaks), la literatura (Kotlyarevsky, Taras Shevchenko, Osnovyanenko, Vovchok, Rudykovsky), en el teatro (Ivan Karpenko, y otros), artes visuales (Taras Shevchenko y varios más)

## Importancia
- Los chumaky se veían amenazados durante toda su ruta por ladrones y saqueadores, por lo que tenían que defenderse y proteger sus bienes. Desarrollaron tácticas de defensa y de artes marciales, que fueron inspiración para mucho de lo que se conoce en la actualidad.

- Los chumaky eran diplomáticos. Acuerdos económicos interestatales, en los que el transporte y el comercio dependían de ellos, manipularon de alguna forma la situación político-militar durante los siglos XIII hasta el XVIII. Lograron acuerdos en los que, si bien los países dentro de los que comerciaban estaban en plena guerra, ellos eran inmunes a los ataques, pues estaban comerciando y abasteciendo las ciudades.

- En 1788 unos tres mil chumaks fueron contratados para suministrar alimentos a los ejércitos de los combatientes.

- En cierta época dentro del rango histórico de existencia de los chumaky, una plaga o enfermedad conocida como “la peste bubónica” o “la peste negra” azotó Europa; ellos cubrían sus ropas con alquitrán al entregar en poblaciones infestadas con la enfermedad, para no contagiar a sus pueblos o familias, lo que impidió que Ucrania sufriera demasiado por esta epidemia. Las figuras obscuras, interpretadas como una anciana con vestido negro, abundantes luego en cuentos, mitos y leyendas en toda Europa occidental,  pueden provenir de ello.

- Los chumaky fueron pioneros en el trazo de caminos. Casi todo camino o carretera existente hoy en día se basa en las rutas trazadas por los chumaky. Conectaban los pueblos entre sí, pero también trazaron caminos que los evitaban, para no perder el tiempo en asentamientos en pueblos intermedios no relacionados con la recolección o la entrega. Y todos los caminos fueron trazados en cercanía a los ríos, para apacentar a sus Bueyes de Besarabia, su más valioso bien.[6]

## El Buey
Es el macho de la especie de los bovinos, castrado después de madurar sexualmente. Un animal que posee mucha fuerza, pero nobleza, obediencia y tranquilidad.
No es originario de Europa, pero durante su colonización adquirió mucha importancia y simbolismo entre las distintas culturas.
Sin embargo, en Ucrania se le veneró desde el principio, incluso como una deidad, el dios ’“Veles”’’’, con sus equivalentes en otras culturas, patron del comercio.
Este animal está presente en canciones, poemas, frases coloquiales metafóricas, que son propias del idioma ucraniano.
Entre la literatura clásica ucraniana existe una obra importantísima, escrita por Panas Myrny, (Su título, ""¿Por qué braman los bueyes si los comederos no están llenos?"). Simplemente el título de la obra, conlleva un doble sentido, ¿Los bueyes no se quejan si los comederos están llenos?’’’. Claramente el tema es acerca de los reclamos revolucionarios del pueblo: las revoluciones comienzan cuando el pueblo tiene hambre.

## Galería

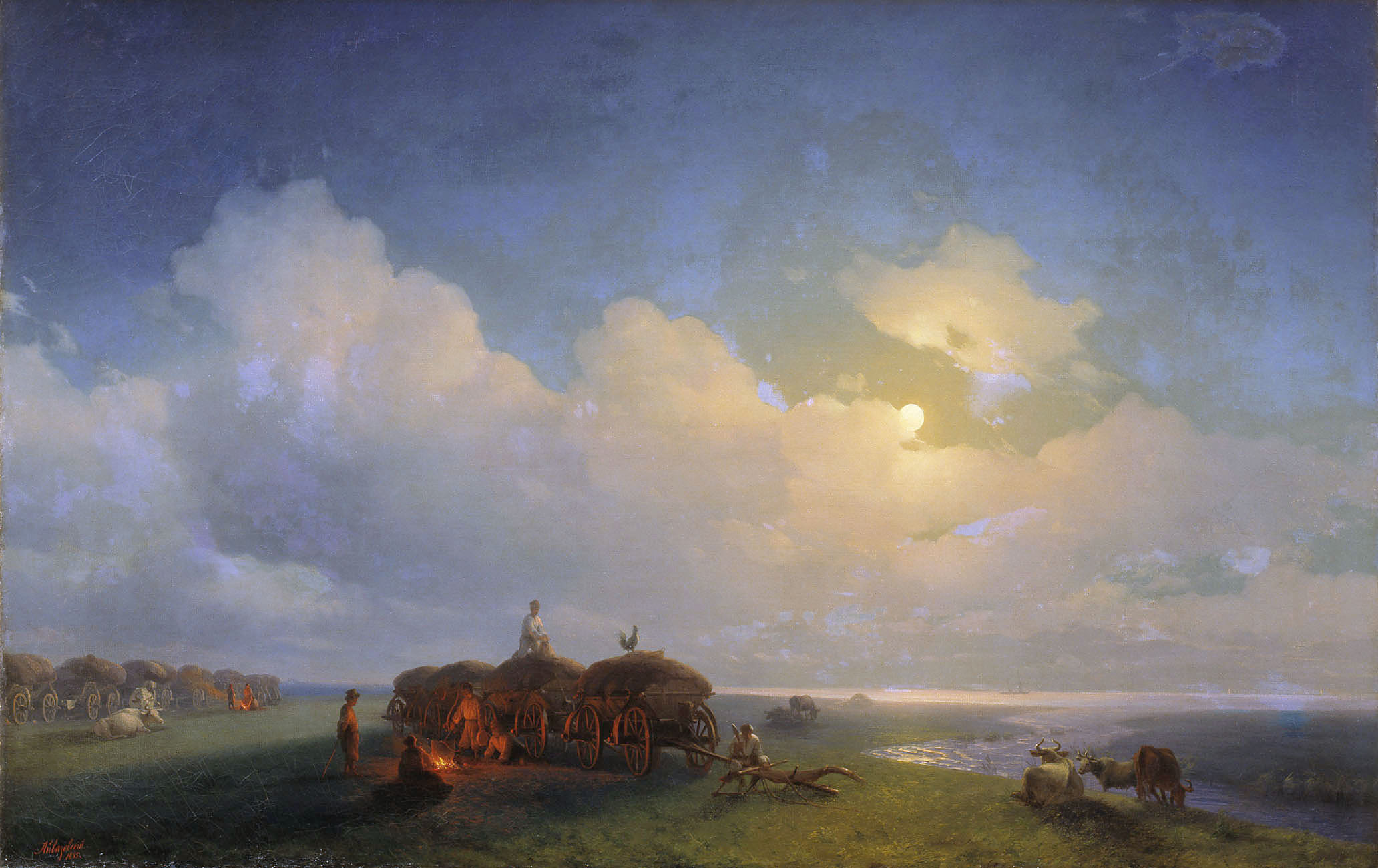
Aivasovsky Ivan Constantinovich - Chumaks leisure
Chumasky (neosurrealismo)
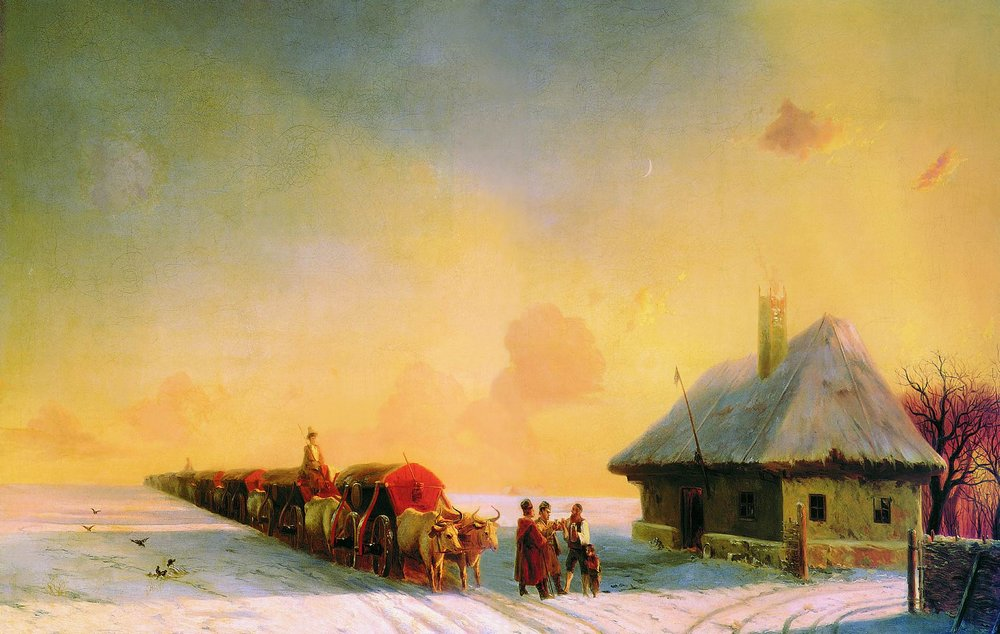
Aivasovsky Ivan Constantinovich - Chumaks in Little Russia
El dios toro, patrono del comercio
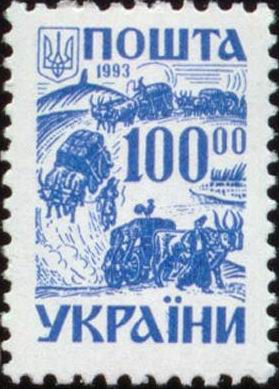
Stamp of Ukraine s46
Chumasky-Nostalgia por la patria y la familia.
La tristeza por la muerte de un buey
Los chumaks utilizaban buees de Besarabia
La nostalgia de un chumak - dejo el alma en su patria
Los chumaks - una subcultura en la historia ucraniana
Los chumaks desarrollaron tácticas de defensa para proteger sus mercancías.
El alma del Chumak

## Literatura
- Енциклопедія українознавства : Словникова частина : [в 11 т.] / Наукове товариство імені Шевченка ; гол. ред. проф., д-р Володимир Кубійович. — Париж ; Нью-Йорк : Молоде життя, 1955—1995.
- Малий словник історії України / відпов. ред. Валерій Смолій. — Київ : Либідь, 1997.
- Данилевский Г. Нравы и обычаи украинских чумаков. Очерки четырех времен года в Малороссии//Библиотека для чтения, т. 142—143, 1857
- Матеріали до вивчення виробничих об'єднань, випуск 2, Чумаки. — К., 1931
- Слабєєв І. Чумацький промисел на Україні//Наукові Записки Інституту Історії АН УРСР, т. 12. — К., 1958
- Слабєєв І. З історії первісного нагромадження капіталу на Україні (Чумацький промисел і його роль у соціально-економічному розвитку України XVIII — першої половини XIX ст.). — К., 1964